# Stanisław Łopaciński
Stanisław Jan Ignacy Łopaciński h. Lubicz (ur. 11 marca 1851 w Sarja, zm. 23 listopada 1933 w Wilnie) – polski prawnik, adwokat, ziemianin, poseł do Rady Państwa Imperium Rosyjskiego, działacz społeczny. 

## Życiorys
Pochodził z odnogi saryjskiej Łopacińskich. Urodził się 11 lub 24 marca w 1851 jako syn Ignacego (1822–1882) i Marii z Szumskich (1821–1851). Miał brata Józefa (ur. 1847) i siostrę Zofię Dorotę (1848–1933). Ukończył studia prawnicze. Został adwokatem, w tym zawodzie pracował w Kijowie. Po śmierci ojca powrócił w rodzinne strony w prowadził majątek Saria. Działał społecznie. Był prezesem Towarzystwa Rolniczego, prezesa Banku Ziemian Ziemi Witebskiej, działał w towarzystwach oświatowych i charytatywnych. Po 1905 był wybierany do Rady Państwa Imperium Rosyjskiego z ziemi witebskiej, później z ziemi wileńskiej.
Po wybuchu I wojny światowej współorganizował sądownictwo na Wileńszczyźnie. Był sędzią sądu okręgowego i sądu apelacyjnego w Wilnie. Jako polski poseł do rosyjskiego parlamentu działał niejawnie jako tzw. hospitant w Komitecie Narodowym Polskim. Później przeniósł się do Torunia.
Jego żoną od 16 lipca 1880 była Tekla Borch h. Trzy Kawki (zm. 1892), z którą miał syna Euzebiusza (1882–1961).
Zmarł 23 listopada 1933 w Wilnie. Pochowany na cmentarzu Stara Rossa.

## Ordery i odznaczenia
- Krzyż Komandorski Orderu Odrodzenia Polski (30 kwietnia 1925)[3]